# Kenan Yıldız
Kenan Yıldız (Ratisbona, Baviera, Alemania, 4 de mayo de 2005) es un futbolista turco. Juega de delantero y su equipo es la Juventus F. C. de la Serie A de Italia.

## Trayectoria
Comenzó a jugar al fútbol en 2010 en el Sallern Regensburg y al año siguiente pasó al Jahn Regensburg, clubes de su ciudad natal Ratisbona. En el año 2012, con 7 años fue fichado por Bayern de Múnich y culminó su formación infantil. Comenzó las juveniles con el club bávaro y se destacó por su físico respecto a los demás. En la temporada 2021-22 jugó por primera vez con la sub-17 y se destacó en sus primeros 6 partidos, ya que anotó 4 goles y brindó 5 asistencias, lo que lo llevó a ser ascendido a la sub-19, en 7 partidos tuvo un buen nivel, convirtió 2 goles y colaboró con 3 asistencias. Su contrato con Bayern finalizó a mediados de 2022, intentaron renovarle pero iba a continuar en las juveniles para seguir su formación, por lo que tras interés de equipos como el Borussia Dortmund y Barcelona culminó siendo fichado por Juventus F. C.
En principio se incorporó a la sub-19 de Juventus para tener rodaje, en sus primeros 9 encuentros convirtió 6 goles y otorgó 5 asistencias. Fue ascendido a la reserva del club a fin de año. Debutó con Juventus Next Gen el 17 de diciembre de 2022, ingresó al minuto 61 en la fecha 19 de la Serie C pero fueron derrotados 0-3 por Virtus Verona. Finalizó su primera temporada en Italia con 45 partidos jugados, 15 goles y 7 asistencias, repartidos entre la sub-19, la reserva y el equipo juvenil europeo.
Para la temporada 2023-24 fue ascendido al primer equipo oficialmente por el entrenador Massimiliano Allegri. Debutó como profesional el 20 de agosto de 2023 en la máxima categoría del fútbol italiano, ingresó al minuto 85 por Dušan Vlahović para enfrentar a Udinese y ganaron 0-3 en el Estadio Friuli. El 30 de agosto fue anunciada su renovación de contrato con Juventus hasta 2027.
En el mes de septiembre jugó 3 partidos con la reserva y se destacó en uno de los encuentros con un gol y una asistencia, que permitió el triunfo 1-2 frente a Ancona. En octubre regresó al primer equipo y jugó en dos ocasiones con lo profesionales. Al mes siguiente pasó a ser miembro de la primera plantilla de forma definitiva.

##### Debut en la Juventus
Fue titular por primera vez con el primer equipo de la Juventus el 23 de diciembre de 2023, anotando el primer gol en la victoria por 2-1 sobre Frosinone. Esto lo convirtió en el goleador extranjero más joven del club en la Serie A con 18 años y 233 días. 

##### Una gran responsabilidad
Durante la pretemporada 2024-25, el nuevo entrenador, Thiago Motta, solicitó la renovación y blindaje de Kenan, ofreciéndole una mejora sustancial de contrato junto con el dorsal ‘10’, para convertirlo en el centro del proyecto del técnico italo-brasileño en su nuevo rol en el equipo.
El 17 de septiembre de 2024 debutó en competiciones europeas frente al PSV Eindhoven, durante el primer partido del nuevo formato de la Liga de Campeones con un gol que abrió el marcador para los bianconeri, que terminaron ganando 3-1. Con ese gol, a sus 19 años y 133 días, se convirtió en el goleador más joven de la Juventus en la competición, batiendo el récord que mantenía Alessandro Del Piero desde hacía 29 años, con 20 años y 308 días.

## Selección nacional
Ha sido internacional con la selección de fútbol de Turquía en las categorías inferiores sub-17 y sub-21.
Fue convocado por primera vez por la selección absoluta turca para las fechas FIFA de octubre de 2023. Debutó con Turquía el 12 de octubre, ingresó en los minutos finales contra Croacia en la clasificación a la Eurocopa y ganaron 0-1.

### Participaciones en Eurocopas
| Copa          | Sede     | Resultado        | Partidos | Goles |
| ------------- | -------- | ---------------- | -------- | ----- |
| Eurocopa 2024 | Alemania | Cuartos de final | 5        | 0     |

## Estadísticas

### Clubes
Actualizado al último partido disputado el 1 de julio de 2025.
| Club                       | Div.          | Temporada     | Liga  | Liga  | Liga   | Copas nacionales | Copas nacionales | Copas nacionales | Copas internacionales | Copas internacionales | Copas internacionales | Total | Total | Total  |
| Club                       | Div.          | Temporada     | Part. | Goles | Asist. | Part.            | Goles            | Asist.           | Part.                 | Goles                 | Asist.                | Part. | Goles | Asist. |
| -------------------------- | ------------- | ------------- | ----- | ----- | ------ | ---------------- | ---------------- | ---------------- | --------------------- | --------------------- | --------------------- | ----- | ----- | ------ |
| Juventus Next Gen · Italia | 3.ª           | 2022-23       | 7     | 0     | 0      | 1                | 0                | 0                | -                     | -                     | -                     | 8     | 0     | 0      |
| Juventus Next Gen · Italia | 3.ª           | 2023-24       | 7     | 2     | 1      | -                | -                | -                | -                     | -                     | -                     | 7     | 2     | 1      |
| Juventus Next Gen · Italia | Total club    | Total club    | 14    | 2     | 1      | 1                | 0                | 0                | 0                     | 0                     | 0                     | 15    | 2     | 1      |
| Juventus F. C. · Italia    | 1.ª           | 2023-24       | 27    | 2     | 0      | 5                | 2                | 0                | -                     | -                     | -                     | 32    | 4     | 0      |
| Juventus F. C. · Italia    | 1.ª           | 2024-25       | 35    | 7     | 4      | 3                | 1                | 1                | 14                    | 4                     | 2                     | 52    | 12    | 7      |
| Juventus F. C. · Italia    | Total club    | Total club    | 62    | 9     | 4      | 8                | 3                | 1                | 14                    | 4                     | 2                     | 84    | 16    | 7      |
| Total carrera              | Total carrera | Total carrera | 76    | 11    | 5      | 9                | 3                | 1                | 14                    | 4                     | 2                     | 99    | 18    | 8      |
| 1. 2.                      |               |               |       |       |        |                  |                  |                  |                       |                       |                       |       |       |        |

## Palmarés

### Títulos nacionales
| Título      | Club           | País   | Año  |
| ----------- | -------------- | ------ | ---- |
| Copa Italia | Juventus F. C. | Italia | 2024 |

### Distinciones individuales
| Distinción                                                                  | Año  |
| --------------------------------------------------------------------------- | ---- |
| Jugador del partido vs Wydad Casablanca - Copa Mundial de Clubes de la FIFA | 2025 |